# Mythica Ediciones
Mythica Ediciones es una editorial de cómic chilena, fundada en 2007 por Marco Rauch. Sus colecciones más importantes son Alpha Luna la chica lobo, Crónicas de Mythica, Me llaman Pulp! y especialmente Zombies en la Moneda.

## Historia
En el año 2008 el Gobierno de Chile colabora con fondos para la publicación de Celeste Buena Aventura de Marco Rauch, Gonzalo Martínez y Juan Moraga. 
En 2009 sale el tomo 1 de Zombies en la Moneda, la serie más exitosa de la editorial. El mismo año sale el tomo 2 de Me llaman Pulp y Zombies en la Moneda. Además es lanzado el cómic Una Novela Ecuestre de Rodrigo Salinas.
En 2010 Mythica lanza la segunda edición del primer número de Zombies en la Moneda y el tomo 3 de Zombies en la Moneda concretándose por los autores Ángel Bernier, Gonzalo Gorigoitía, Manuel Mella, Kobal, José Lagos, Marco Rauch, Eduardo De La Barra, Nelson Daniel, José Huichamán, Cristóbal Jofré, Claudio Muñoz, Sebastián Lizana, Ronny Tobar, Daniel Endi, Gabriel Hernández y Jade González.
En 2011, Mythica publica el tomo recopilatorio de Zombies en la Moneda: Saga Santiago y lanza la segunda edición del tomo 1 de Me llaman Pulp.